# Bryophila strobinoi
Bryophila strobinoi is een vlinder uit de familie uilen (Noctuidae). De wetenschappelijke naam is voor het eerst geldig gepubliceerd in 1972 door Dujardin.
De soort komt voor in Europa.